# العلاقات الألمانية اللاوسية
العلاقات الألمانية اللاوسية هي العلاقات الثنائية التي تجمع بين ألمانيا ولاوس.

## مقارنة بين البلدين
هذه مقارنة عامة ومرجعية للدولتين:
| وجه المقارنة                                              | ألمانيا                                                                              | لاوس        |
| --------------------------------------------------------- | ------------------------------------------------------------------------------------ | ----------- |
| المساحة (كم2)                                             | 357.41 ألف                                                                           | 236.80 ألف  |
| عدد السكان (نسمة)                                         | 81.29 مليون                                                                          | 6.86 مليون  |
| الكثافة السكانية (ن./كم²)                                 | 227.44                                                                               | 28.97       |
| العاصمة                                                   | بون، برلين                                                                           | فيينتيان    |
| اللغة الرسمية                                             | اللغة الألمانية                                                                      | اللغة اللاو |
| العملة                                                    | يورو، مارك ألماني                                                                    | كيب لاوي    |
| الناتج المحلي الإجمالي (بليون دولار)                      | 3.68 تريليون                                                                         | 16.85 مليار |
| الناتج المحلي الإجمالي (تعادل القوة الشرائية) بليون دولار | 3.92 تريليون                                                                         | 38.71 مليار |
| الناتج المحلي الإجمالي الاسمي للفرد دولار أمريكي          | 41.31 ألف                                                                            | 1.82 ألف    |
| الناتج المحلي الإجمالي للفرد دولار أمريكي                 | 46.40 ألف                                                                            |             |
| مؤشر التنمية البشرية                                      | 0.926                                                                                | 0.575       |
| رمز المكالمات الدولي                                      | +49                                                                                  | +856        |
| رمز الإنترنت                                              | .de                                                                                  | .la         |
| المنطقة الزمنية                                           | توقيت وسط أوروبا، ت ع م+01:00، ت ع م+02:00، توقيت أوروبا الوسطى المعياري (ت غ م +1) ‏ | ت ع م+07:00 |

## منظمات دولية مشتركة
يشترك البلدان في عضوية مجموعة من المنظمات الدولية، منها:
| علم المنظمة | اسم المنظمة                        | تاريخ انضمام ألمانيا | تاريخ انضمام لاوس |
| ----------- | ---------------------------------- | -------------------- | ----------------- |
|             | مؤسسة التمويل الدولية              | 20 يوليو 1956        | 29 يناير 1992     |
|             | منظمة حظر الأسلحة الكيميائية       | 29 أبريل 1997        | ?                 |
|             | يونسكو                             | 11 يوليو 1951        | 9 يوليو 1951      |
|             | الأمم المتحدة                      | 18 سبتمبر 1973       | 14 ديسمبر 1955    |
|             | منظمة الشرطة الجنائية الدولية      | ?                    | ?                 |
|             | البنك الدولي للإنشاء والتعمير      | 14 أغسطس 1952        | 5 يوليو 1961      |
|             | مؤسسة التنمية الدولية              | 24 سبتمبر 1960       | 28 أكتوبر 1963    |
|             | بنك التنمية الآسيوي                | 1966                 | 1966              |
|             | وكالة ضمان الاستثمار متعدد الأطراف | 12 أبريل 1988        | 5 أبريل 2000      |

## وصلات خارجية
- موقع وزارة الخارجية الألمانية